# Мьосенс-Ланюс
Мьосе́нс-Ланю́с (фр. Miossens-Lanusse) — коммуна во Франции, находится в регионе Аквитания. Департамент — Атлантические Пиренеи. Входит в состав кантона Тер-де-Люи и Кото-дю-Вик-Бий. Округ коммуны — По.
Код INSEE коммуны — 64385.

## География

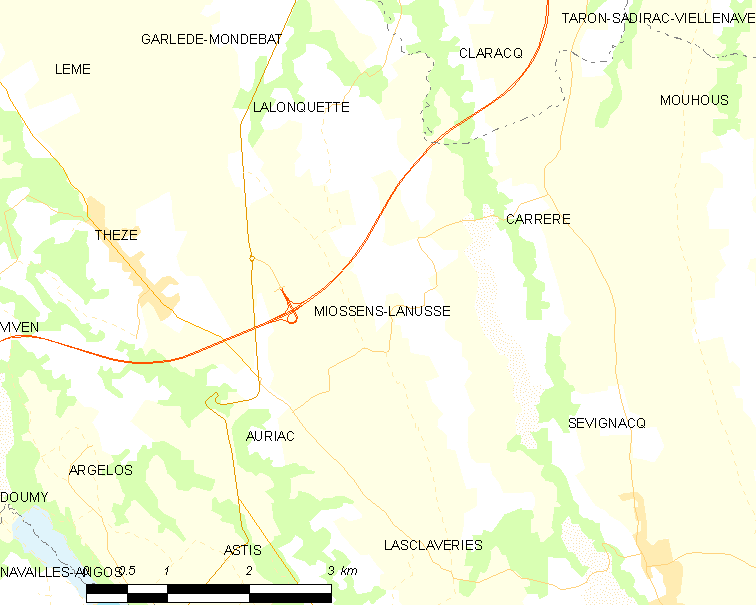
Карта коммуны

Коммуна расположена приблизительно в 640 км к югу от Парижа, в 155 км южнее Бордо, в 20 км к северу от По.

### Климат
Климат тёплый океанический. Зима мягкая, средняя температура января — от +5°С до +13°С, температуры ниже −10 °C бывают редко. Снег выпадает около 15 дней в году с ноября по апрель. Максимальная температура летом порядка 20-30 °C, выше 35 °C бывает очень редко. Количество осадков высокое, порядка 1100 мм в год. Характерна безветренная погода, сильные ветры очень редки.

## Население
Население коммуны на 2010 год составляло 225 человек.
| 1962 | 1968 | 1975 | 1982 | 1990 | 1999 | 2010 |
| ---- | ---- | ---- | ---- | ---- | ---- | ---- |
| 194  | 176  | 166  | 175  | 183  | 184  | 225  |

## Администрация
| Период | Период | Фамилия    | Партия | Примечания |
| ------ | ------ | ---------- | ------ | ---------- |
| 1995   | 2020   | Арно Мулье |        |            |

## Экономика
В 2010 году среди 145 человек трудоспособного возраста (15-64 лет) 116 были экономически активными, 29 — неактивными (показатель активности — 80,0 %, в 1999 году было 65,0 %). Из 116 активных жителей работали 111 человек (59 мужчин и 52 женщины), безработных было 5 (2 мужчин и 3 женщины). Среди 29 неактивных 10 человек были учениками или студентами, 12 — пенсионерами, 7 были неактивными по другим причинам.

## Достопримечательности
- Церковь Св. Мартина (XI век)[4]
- Церковь Св. Викентия (XVI век)[5]

## Фотогалерея

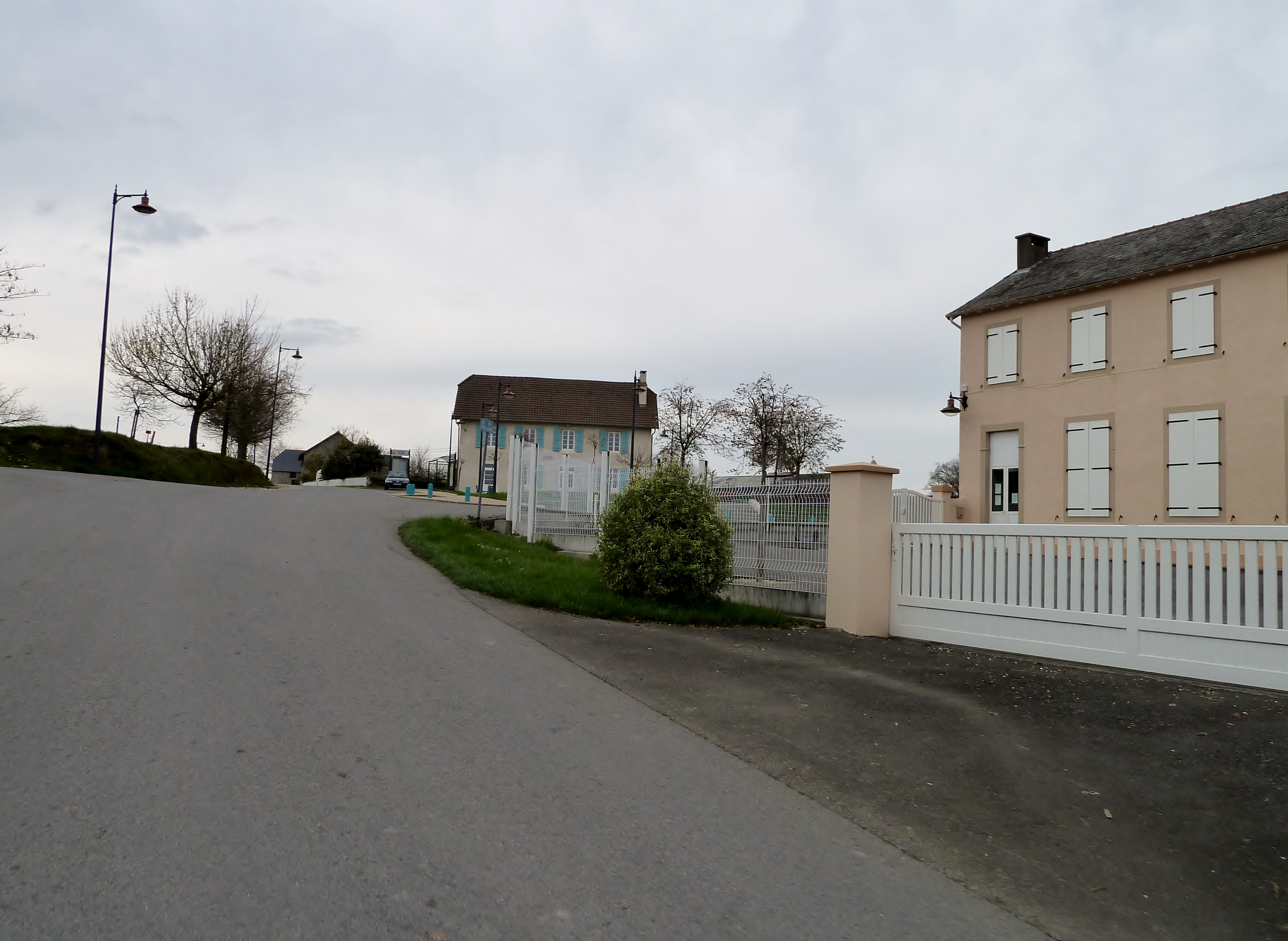
Центр
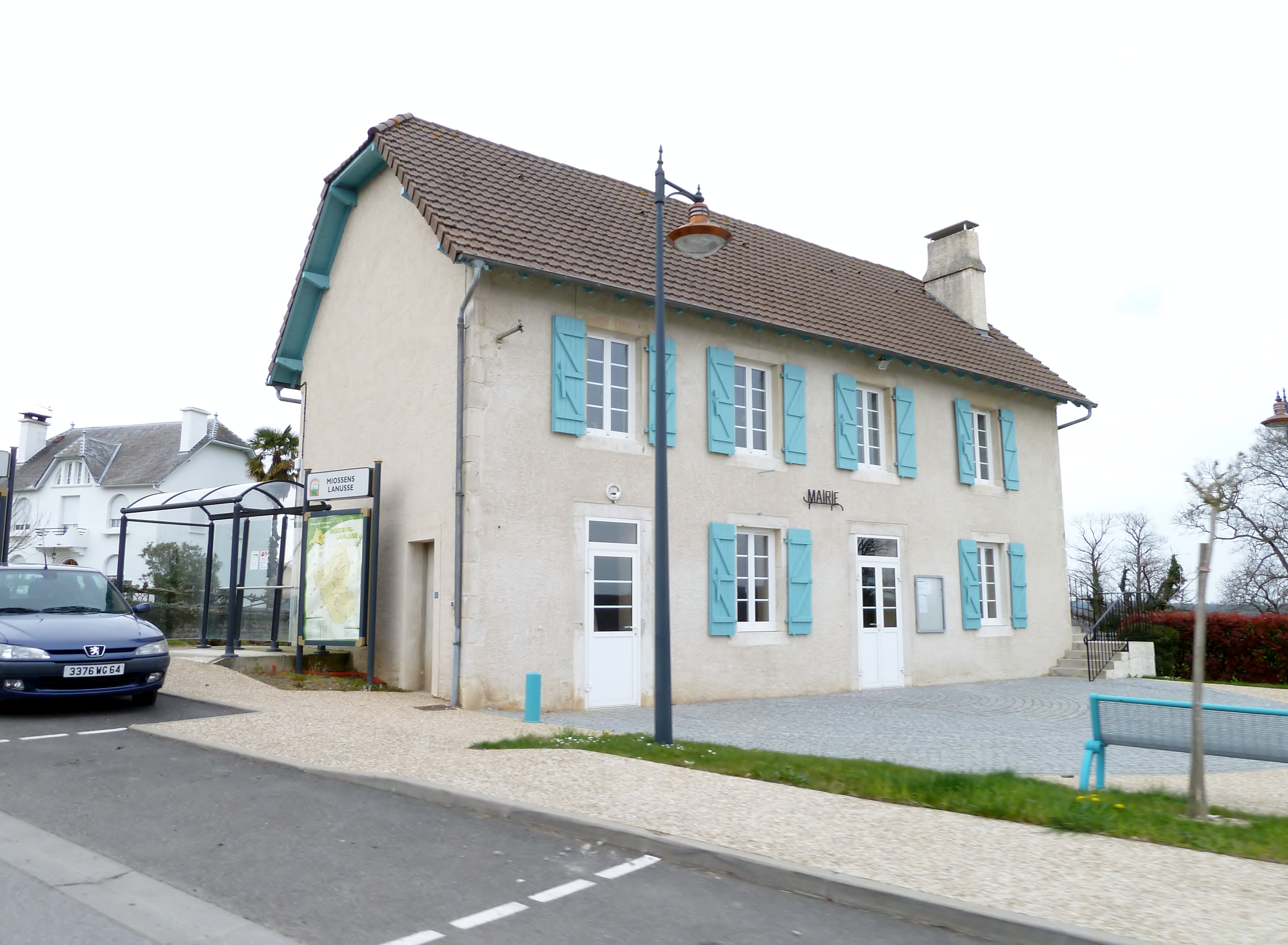
Мэрия
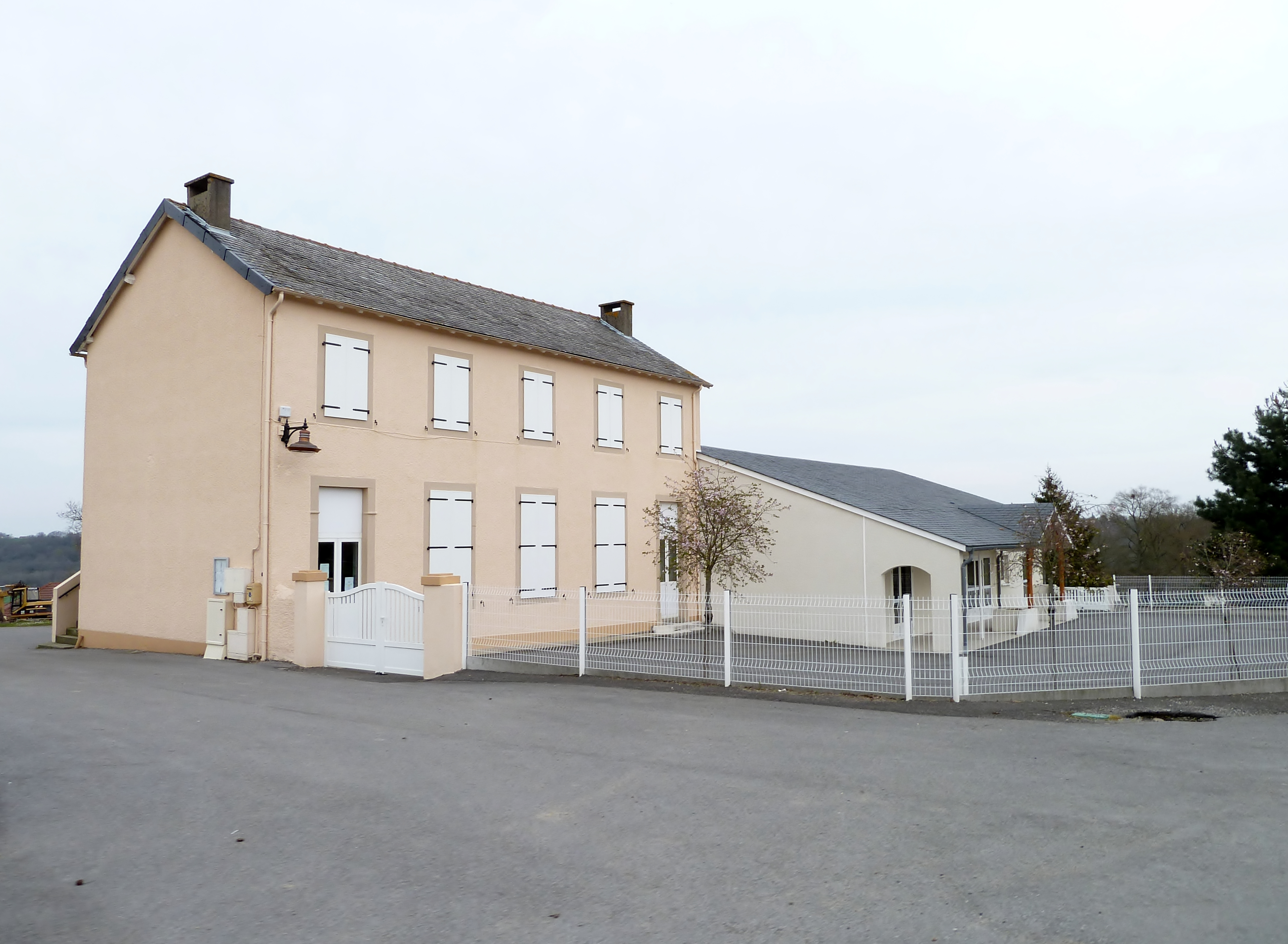
Школа
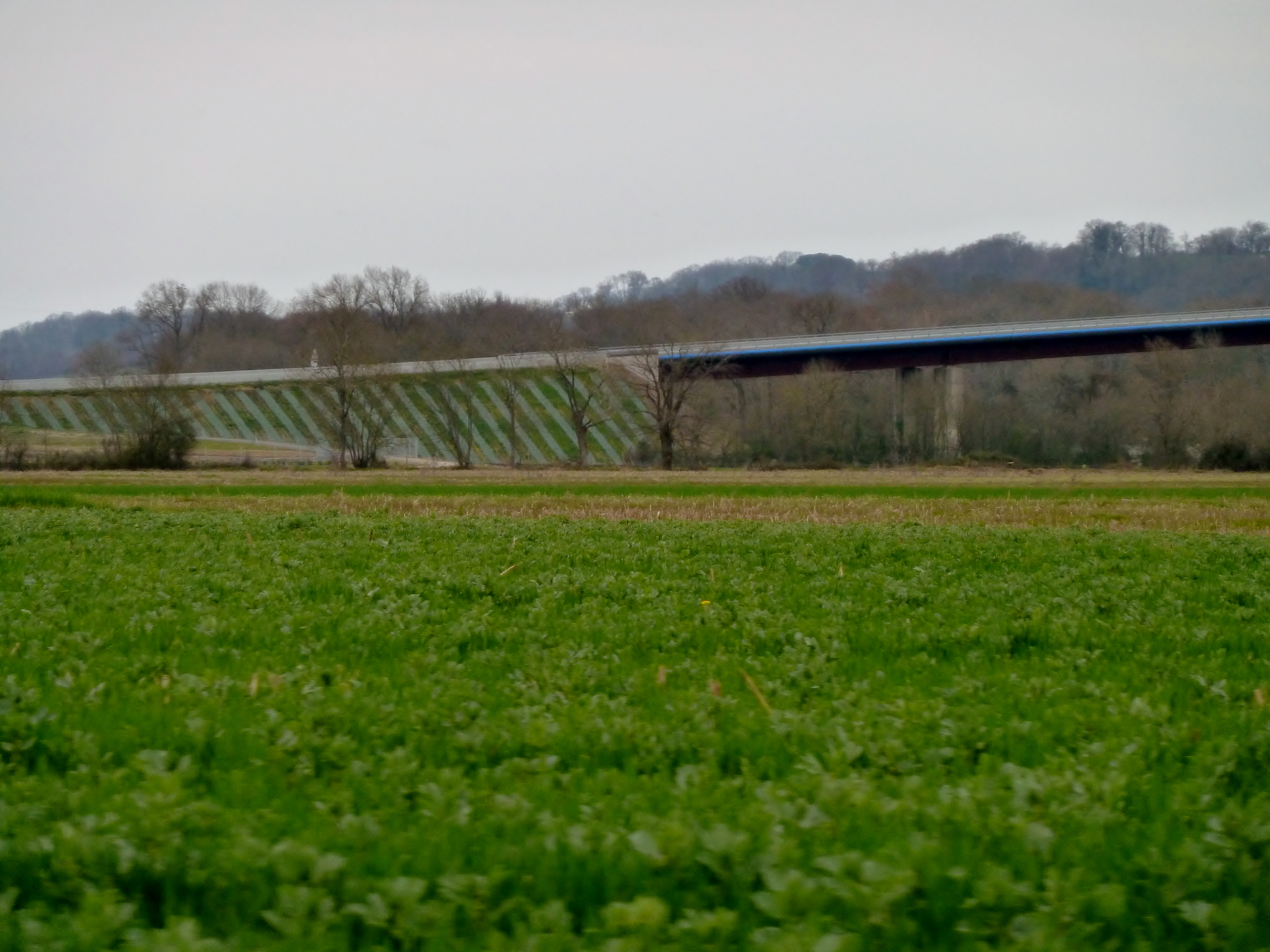
Виадук (шоссе A65)